# Vederslövs gamla kyrka
Vederslövs gamla kyrka är en kyrkobyggnad i Växjö stift. Den är församlingskyrka i Tävelsås, Vederslöv och Kalvsviks församling.

## Kyrkobyggnaden
Kyrkan är troligtvis uppfört under sent 1100-tal eller eventuellt början av 1200-talet. Det är en tidstypisk romansk  byggnad med ett rakt avslutat kor i öster. Långhus och kor är byggda av kluven marksten. Till koret har på den norra sidan  fogats en murad sakristia  vars ålder inte kan avgöras med säkerhet.  Framför kyrkans huvudingång på södra sidan finns ett timrat vapenhus som omnämns i räkenskaperna 1689 då det reparerades. Kyrkan har brant spåntäckt takresning. Långhuset och koret kröns av takprydnader i järnsmide. En rikt ornamenterad järnbeslagen dörr leder in i kyrkorummet. Kyrkan överensstämmer till sin planform och  sitt rakt avslutade kor med  Jäts gamla kyrka. Långhuset har sex fönsteröppningar varav det minsta fönstret strax öster om sydportalen är prytt med målad dekor i fönstersmygarna. En målad fris löper under  stora delar av  takfoten vilket var vanligt vid utvändig prydnad av kyrkorna i Småland.
Interiören präglas av en rik målningsdekor. I den smala triumfbågen finns medeltida fragmentariska  motiv av Abraham  med de saligas själar och en biskop i full ornat.  Dörren till sakristian är försedd med  en målad omfattning från  1500-talet. År 1682 utförde Gudmund målare ett omfattande dekorationsarbete i form av blombuketter och växter. Under det platta innertaket löper en kraftig bård med akantusrankor. År 1768 försåg Johan Luthman kyrkorummet med draperimålningar varav några  bl.a. i koret avlägsnats 1960 till förmån för tidigare målningar.
År 1877 dömdes kyrkan ut vid en visitation av biskop Henrik Gustaf Hultman. En ny  kyrkobyggnad uppfördes tillsammans med Dänningelanda församling. Den gamla  kyrkan övergavs, men under 1900-talet  restaurerades kyrkan etappvis och år 1967 var arbetet färdigt.

## Inventarier
- Altaruppsats omramande korfönstret utförd 1738 av Sven Segervall.
- Predikstol prydd med bilder av de fyra evangelisterna och ett pompöst ljudtak färdigställd 1739 av Sven Segervall.
- Bänkinredning ,ursprungligen från 1679. Målad 1767.
- Läktare uppförd vid restaureringen 1960. Material från en gammal läktare användes. Insidan bär spår av kyrkomålaren Pehr Hörberg som 1766 avbildat Moses och aposteln Johannes.
- Det finns inget permanent instrument i kyrkan.[2]

## Bilder

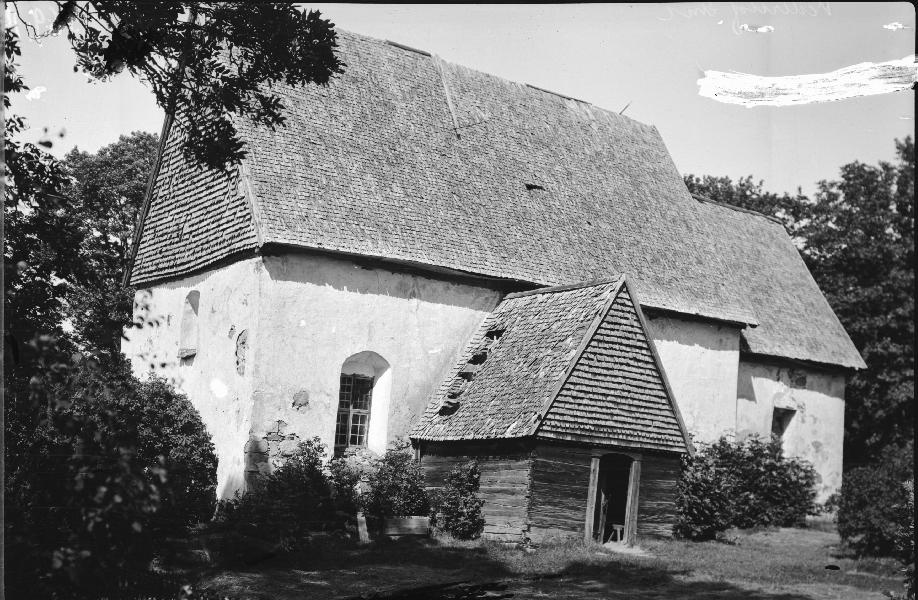
Vederslövs gamla kyrka före restaureringen.
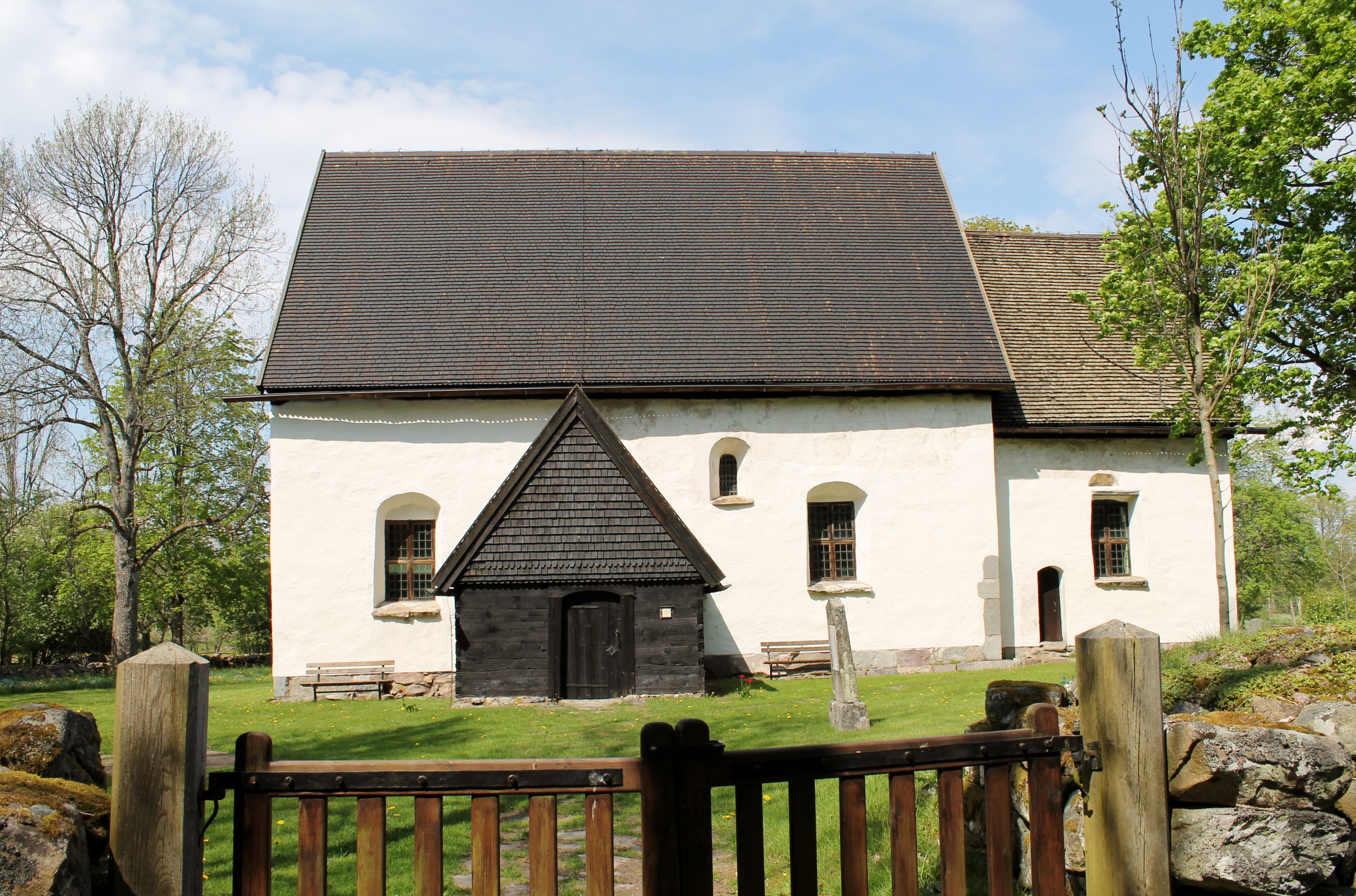
Vederslöv gamla kyrka från söder.
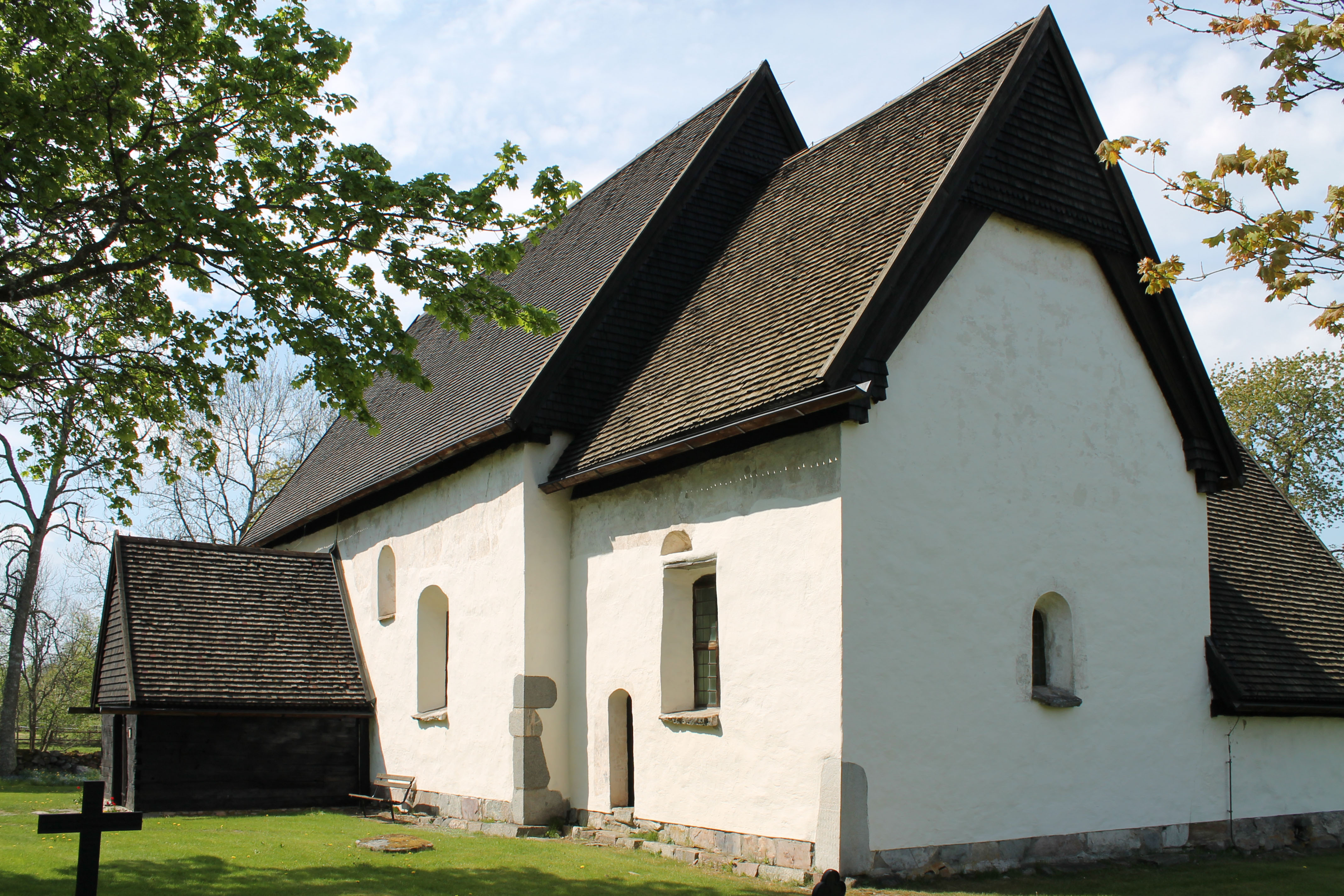
Kyrkan från sydöst.
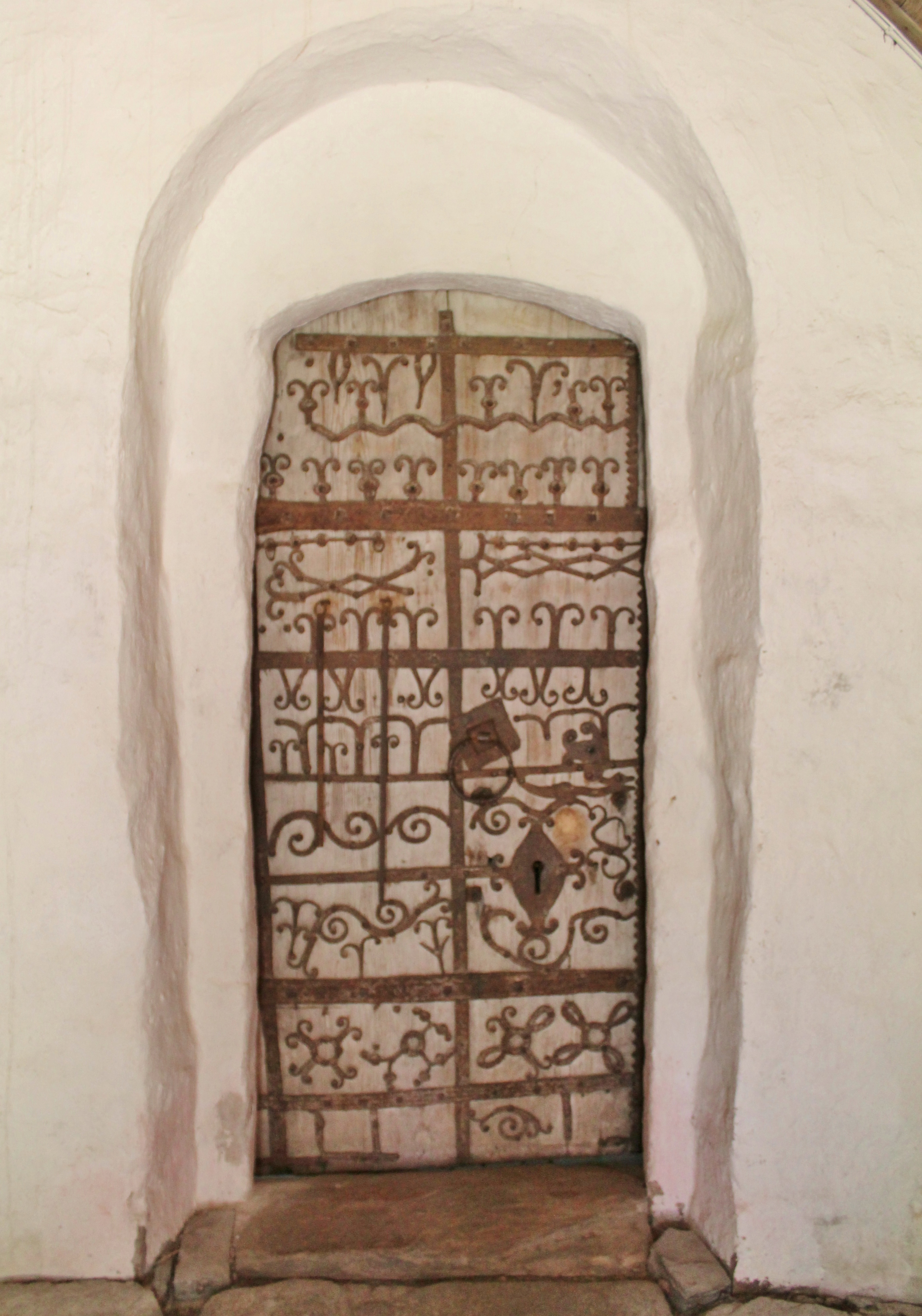
Den medeltida kyrkdörren.
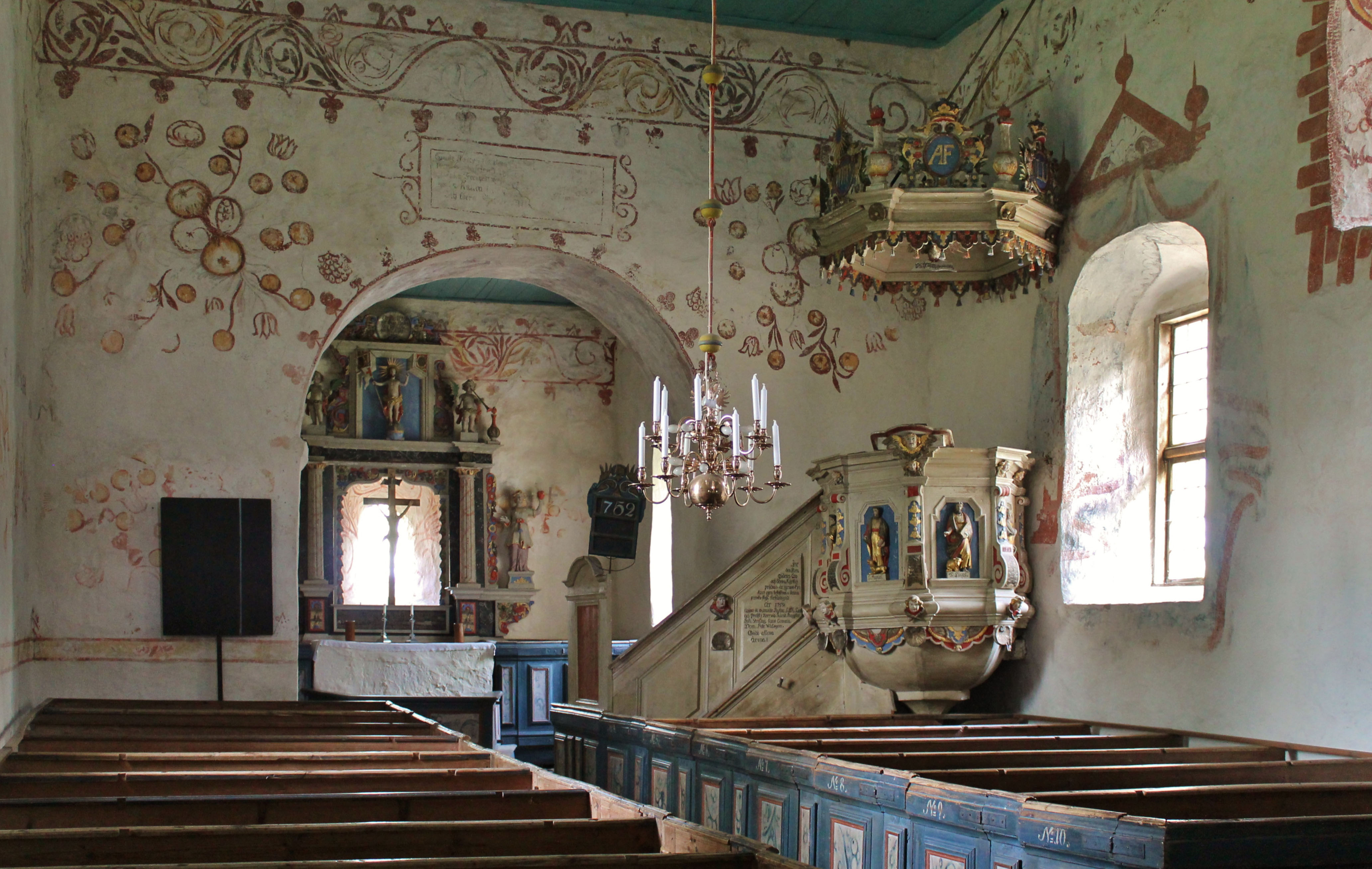
Kyrkorummet mot öster.
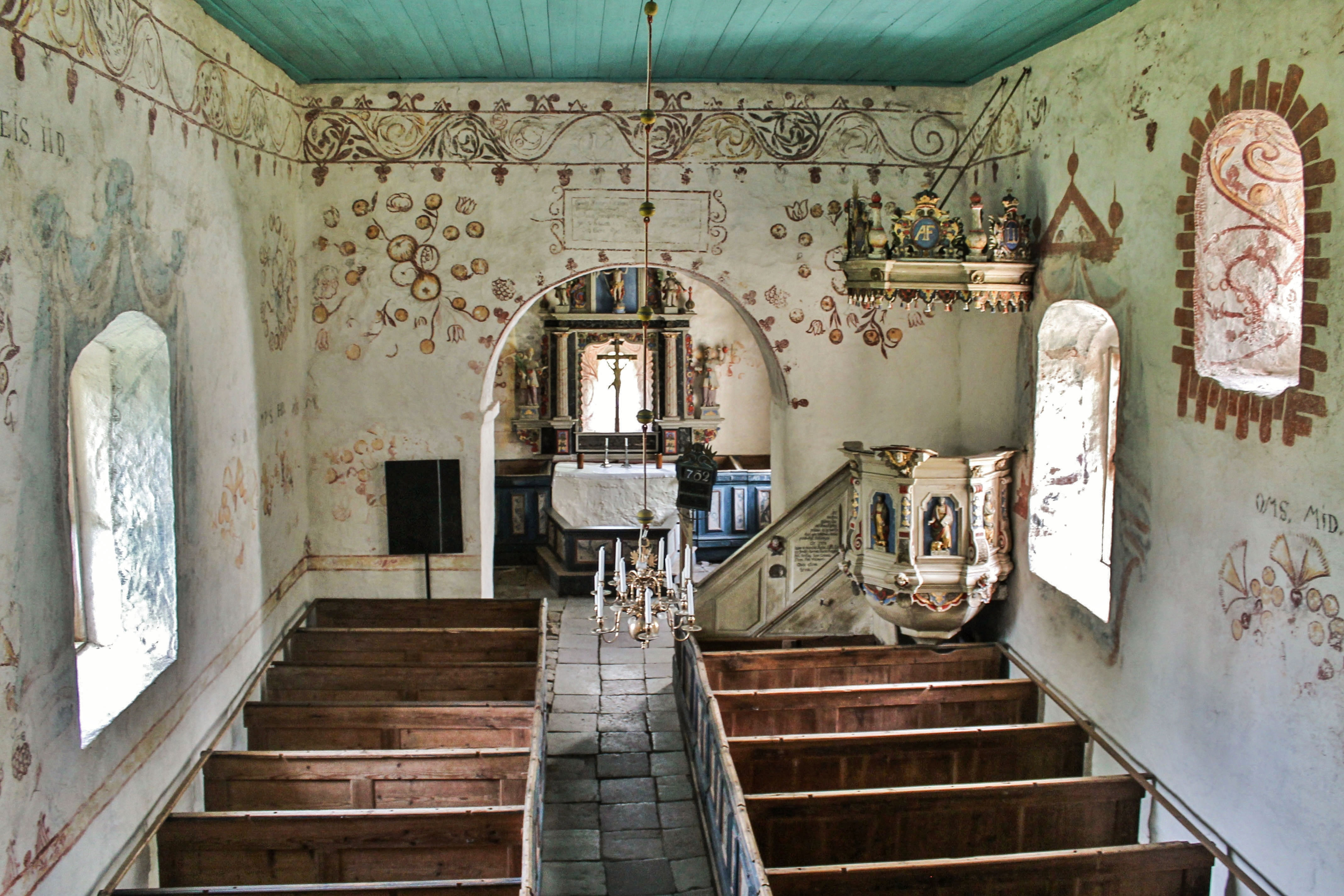
Interiör från läktaren.
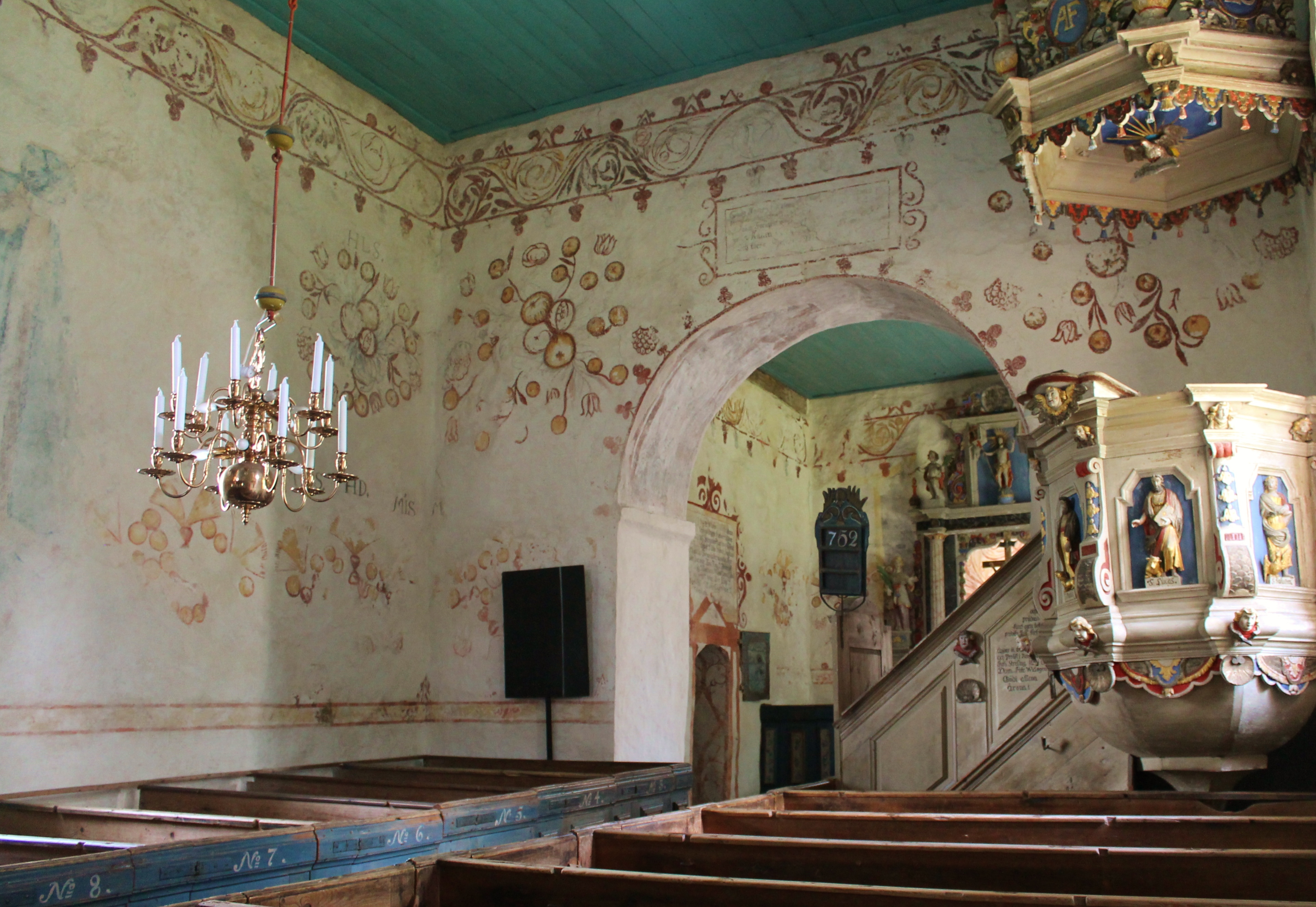
Kyrkorummets nordöstra del med målningar från 1682.
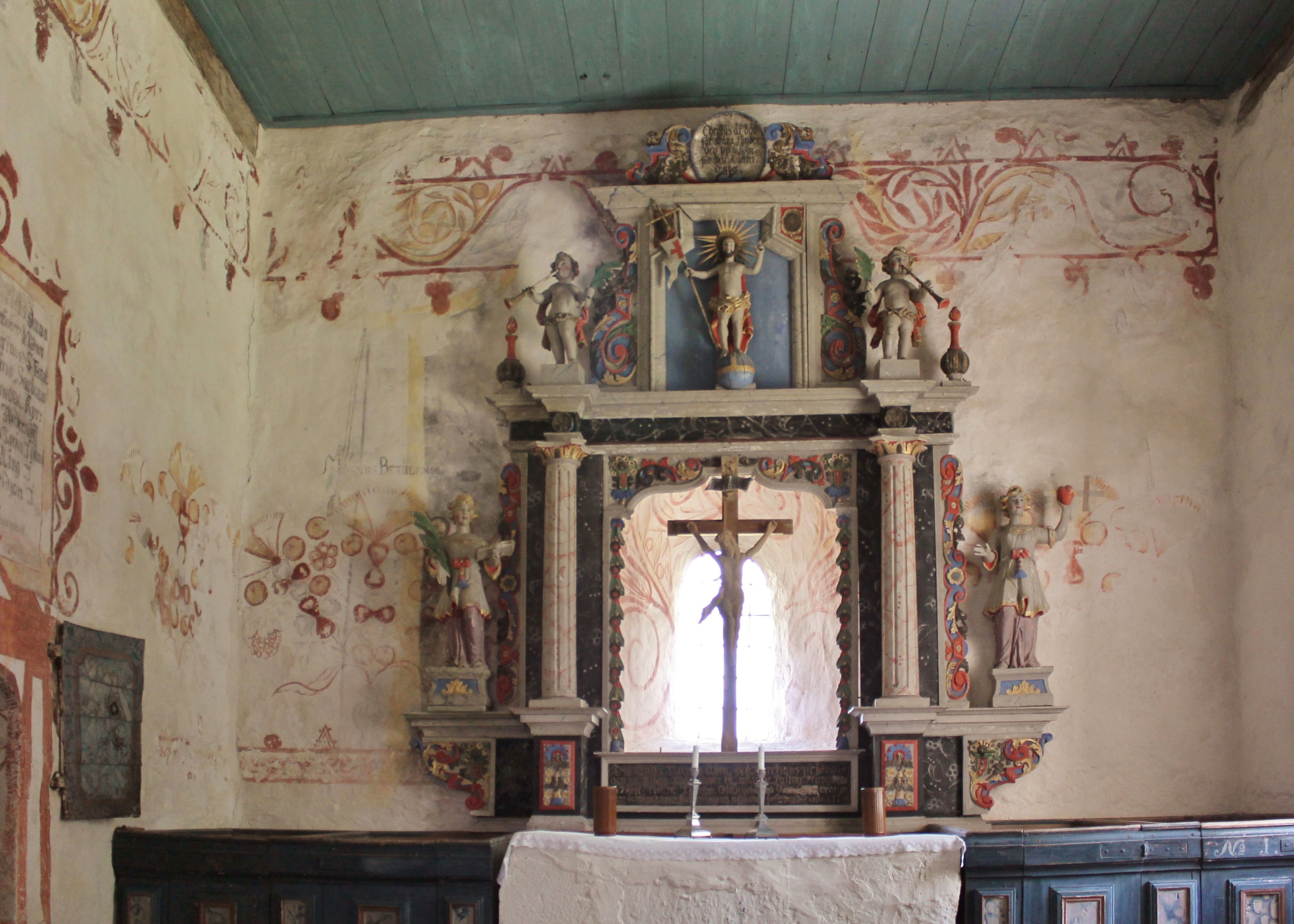
Korväggen med altaruppsats av Sven Segervall.
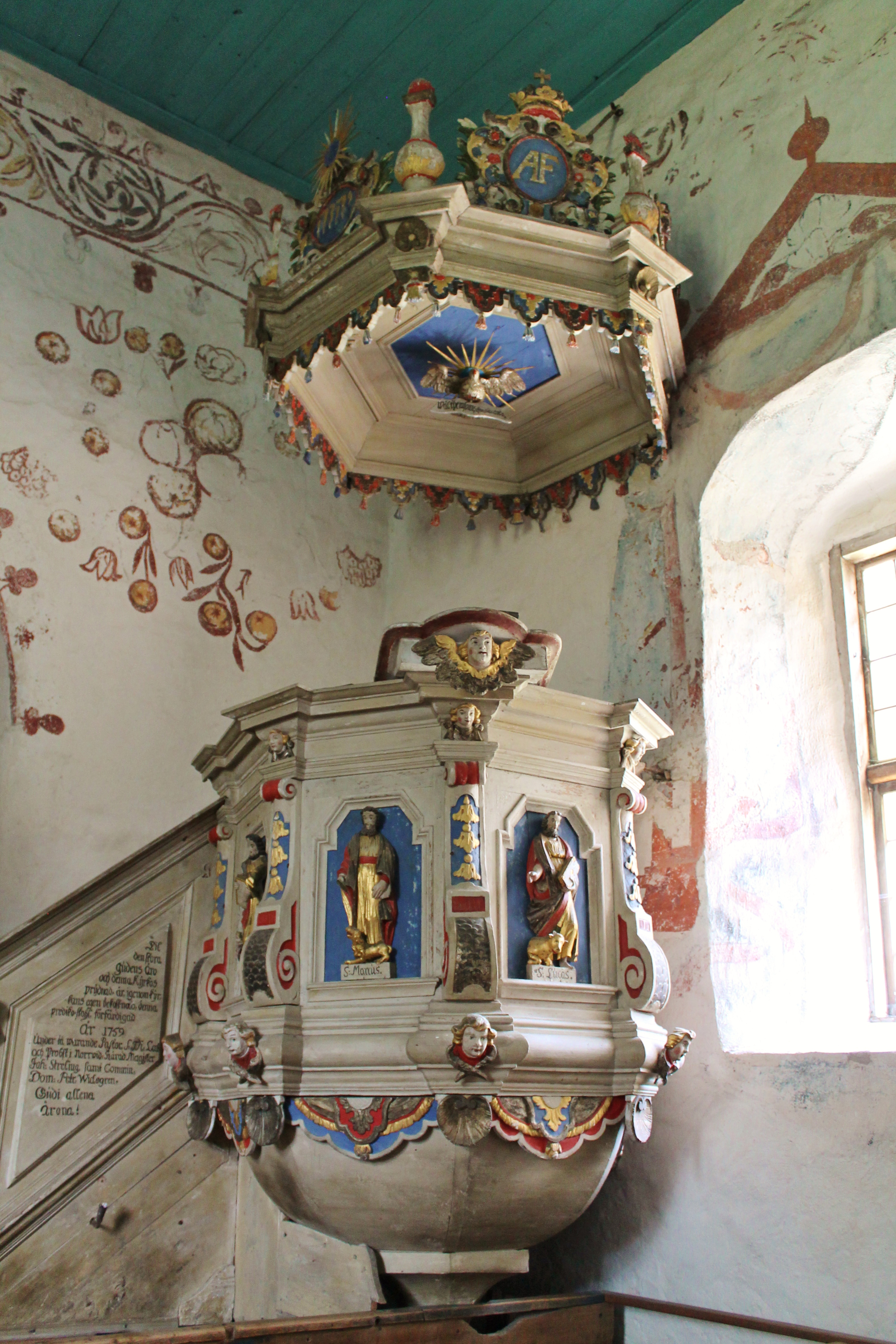
Predikstol utförd av Sven Segervall.
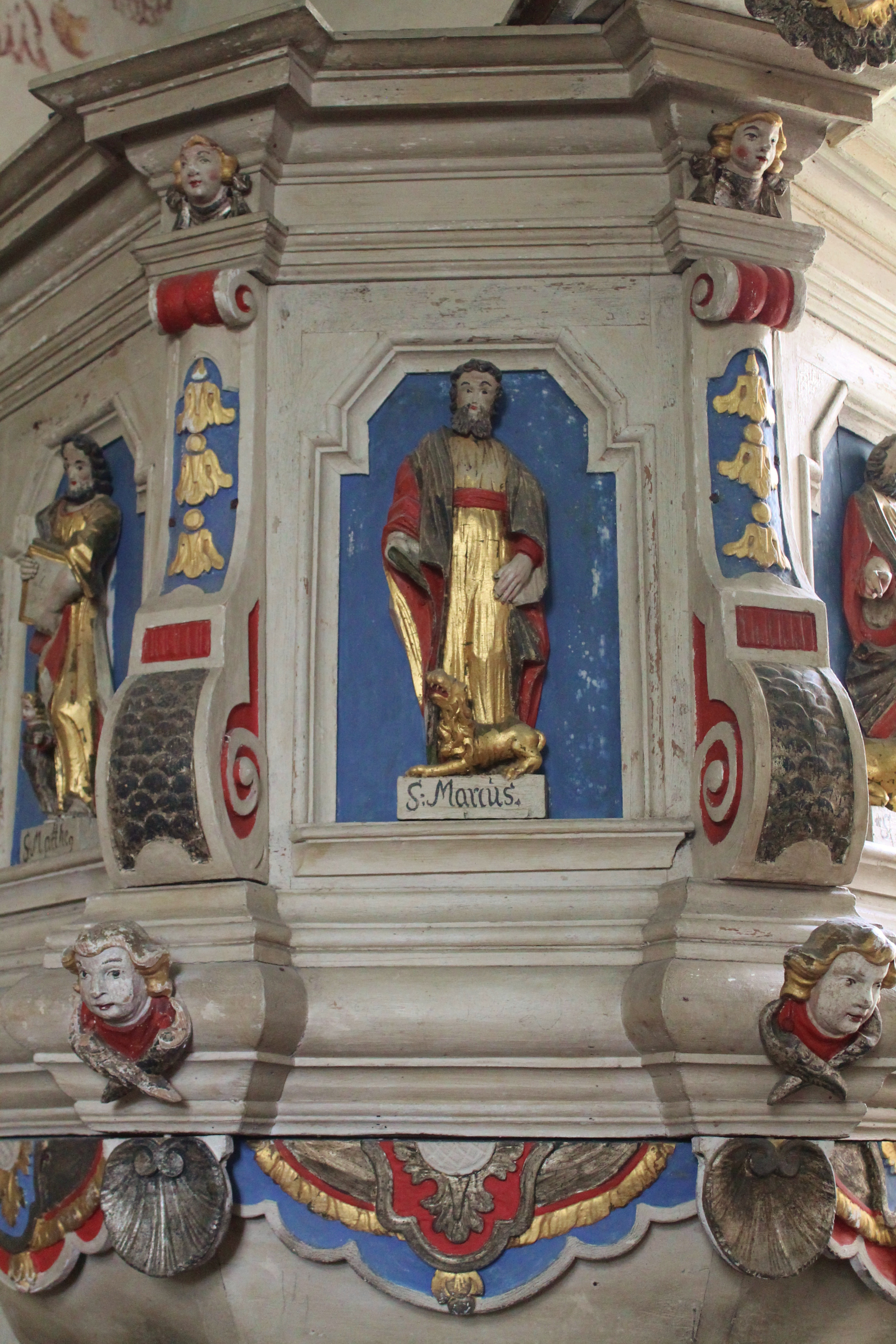
Detalj från predikstolen, S:t Markus
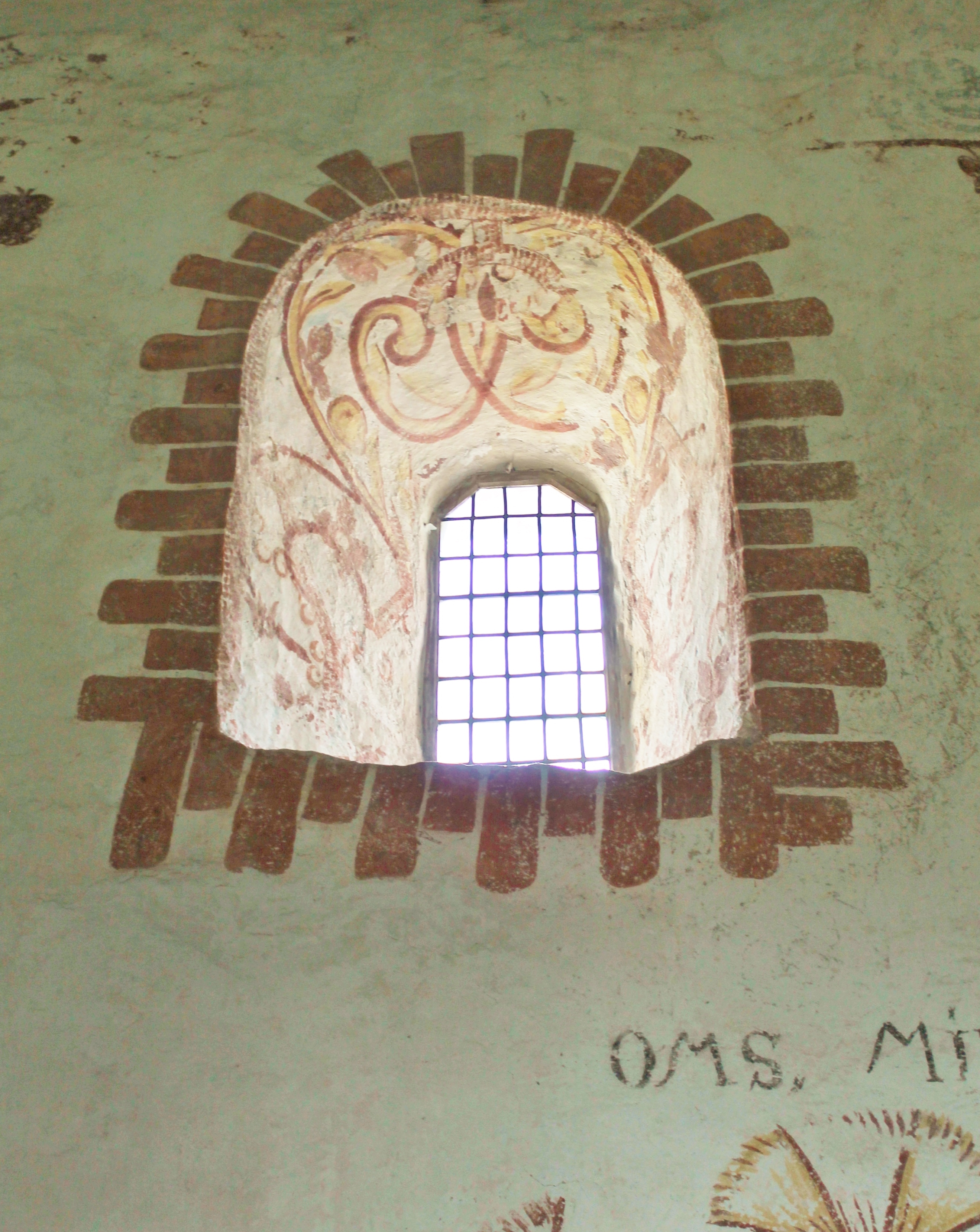
Kyrkfönster med tegelimitiation och akantusrankor.
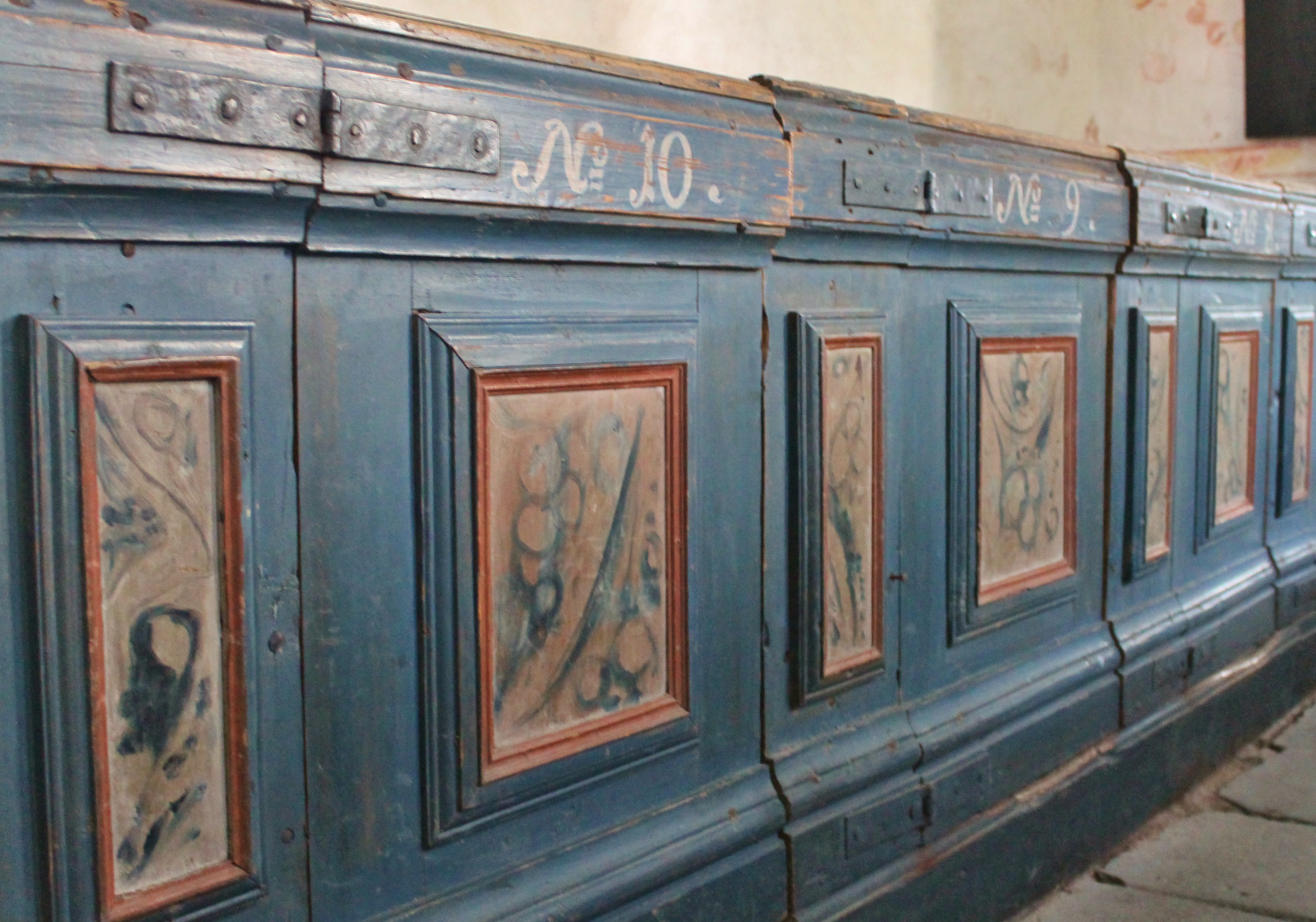
Bänkinredning ,ursprungligen från 1679. Målad 1767.